# Botel

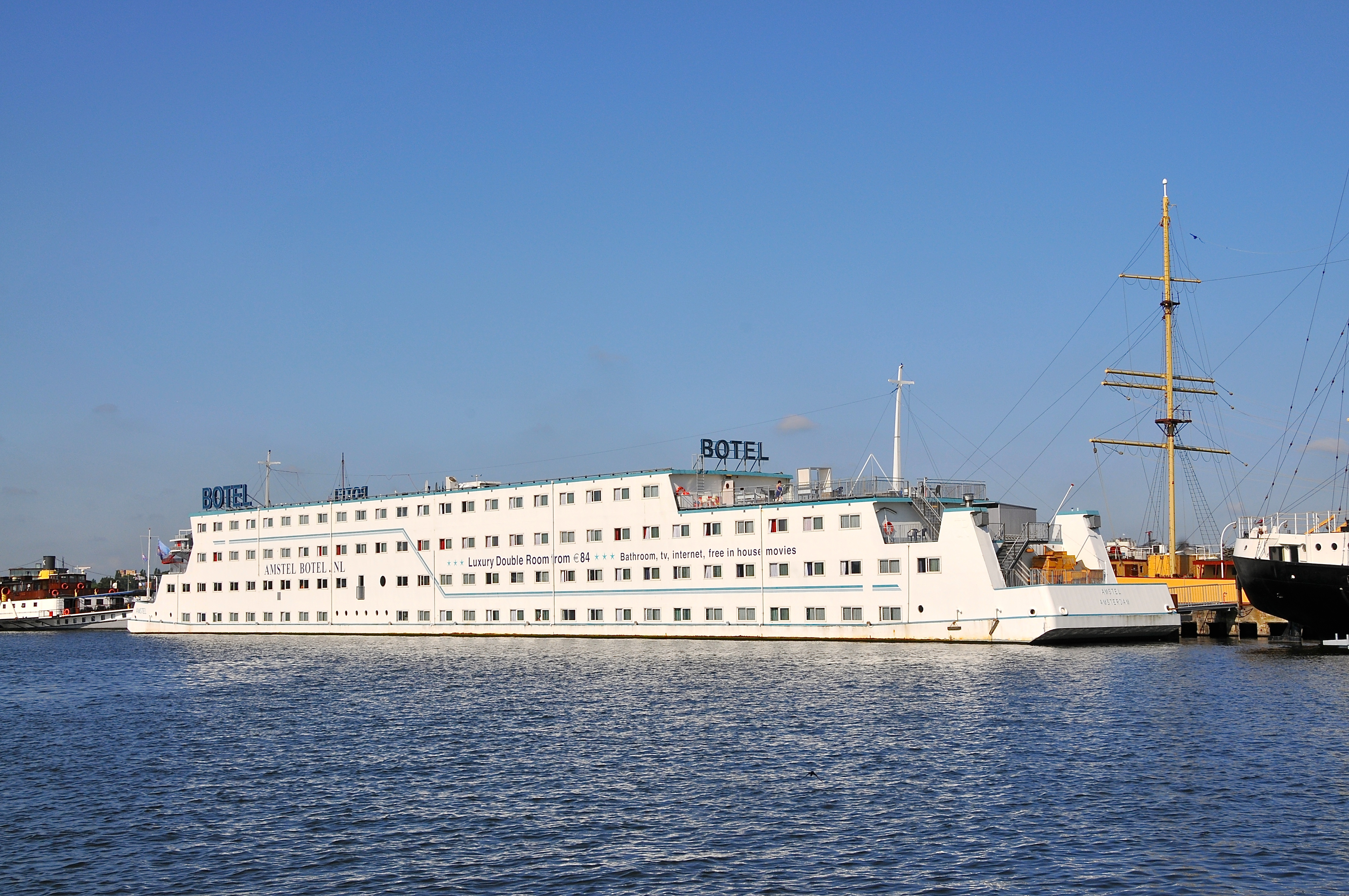
Het Amstel Botel in Amsterdam.

Een botel (een combinatie van de woorden boot en hotel) is een niet-varend schip dat aangemeerd ligt in een haven of aan de oever van een rivier/kanaal en als hotel is ingericht. Het drijvende hotel voorziet gasten soms met toegang tot boten, waarmee ze kunnen gaan varen op het aanliggende water. Wereldwijd liggen botels aangemeerd, bijvoorbeeld in Amsterdam, Bratislava en Boedapest. 
In Praag zijn er zeven botels: Botel Albatros (1969), Botel Racek (1970), Admiral Botel (1971), Botel Waterman (1992), Botel Neptunus (1992), Botel Matilda (2007) en het Florentinaschip (oorspronkelijk gebouwd door Oostenrijkse schippers in 1980 en is als enige botel aangepast om te varen). 
Voor de lagere prijsklasse van een botel, vergelijkbaar met het hostel, wordt gebruikgemaakt van de benaming bostel. 